# Xylopia lemurica
Xylopia lemurica Diels – gatunek rośliny z rodziny flaszowcowatych (Annonaceae Juss.). Występuje endemicznie w środkowo-wschodniej części Madagaskaru. 

## Morfologia
PokrójZimozielone drzewo dorastające do 10–15 m wysokości. Młode pędy są owłosione.
LiścieMają owalnie eliptyczny kształt. Mierzą 3–6 cm długości oraz 1,5–2,5 szerokości. Są skórzaste, lekko owłosione od spodu. Nasada liścia jest ostrokątna. Wierzchołek jest ostry. Ogonek liściowy jest owłosiony i dorasta do 4–5 mm długości.
KwiatySą pojedyncze. Rozwijają się w kątach pędów. Mają żółtawą barwę. Działki kielicha są omszone, mają owalny kształt i dorastają do 1–2 mm długości. Płatki mają lancetowaty kształt i dorastają do 14–15 mm długości. Są prawie takie same. Słupków jest do 5 do 6. Są owłosione i mierzą 1 mm długości.
OwoceZłożone z 4 siedzących rozłupni. Mają czerwonawą barwę i podłużny kształt. Osiągają 2,5 cm długości oraz 1–1,5 cm średnicy.

## Biologia i ekologia
Rośnie w lasach. Występuje na wysokości do 800 m n.p.m.